# Miranda Hart
Miranda Katharine Hart Dyke (Torquay, 14 december 1972) is een Brits actrice, schrijfster en comédienne die vooral bekend is vanwege haar rol in de komische televisieserie Miranda van de BBC die ook in België en Nederland wordt uitgezonden.

## Biografie
Hart werd geboren in het kuststadje Torquay en groeide op in Petersfield. Ze volgde onderwijs aan de elitaire meisjesschool Downe House in Cold Ash en studeerde daarna politicologie aan de Universiteit van West-Engeland gevolgd door een training op de Academy of Live and Recorded Arts.
Na enkele liveoptredens als comédienne werd Hart ontdekt door de BBC. Ze kreeg hierdoor enkele bijrollen in bekende Britse televisieseries, waaronder French and Saunders, Absolutely Fabulous, The Vicar of Dibley en Call the midwife. Van 2006 tot 2007 speelde ze de rol van Alice Teal in Hyperdrive, een komische sciencefictionreeks op BBC Two. Ze brak echter pas echt door met haar eigen komische sitcom Miranda, waarvoor ze verschillende prijzen heeft gewonnen.
In 2012 was zij een van de presentatoren tijdens het Diamond Jubilee Concert ter ere van het regeringsjubileum van Queen Elizabeth II. 
In 2014 tourde ze door het Verenigd Koninkrijk met haar eerste zaalshow: My, What I Call, Live Show.